# Bakrov(II) hidroksid
Bakrov(II) hidroksid (Cu(OH)2, bakrena patina) se upotrebljava se kao pesticid (kombinirani insekticid-fungicid), pigment i katalizator. To je uglavnom svijetloplavi želatinozni spoj.

Često može biti viđen i kao zelenilo na bakrenim krovovima raznih građevina ili pak na nekim drugim bakrenim predmetima koji oksidiraju nakon dugo vremena ne diranja. Nije lužina i ne otapa se u vodi, a u vodi tvori svijetloplavi talog. Taj plavi talog obično nastaje dodatkom lužine otopini Cu2+ iona.

Sa suviškom amonijaka bakrov(II) hidroksid reagira stvarajući intenzivno modri kompleksni tetraammin bakrov(II) ion čija je struktura planarna. U suvišku pojedinih aniona (molekula) mogu se kompleksno vezati u sol ili ion.

Bazični bakrov(II) hidroksid lako reagira s kiselinama dajući bakrove(II) soli:
Cu(OH)2(s) + 2 H3O+(aq) --> Cu2+(aq) + 4 H2O

## Laboratorijsko dobivanje
Dodatkom lužine otopini koja sadrži bakrove(II) ione, taloži se modri talog bakrova(II) hidroksida:
Cu2+(aq) + 2 OH-(aq) --> Cu(OH)2(s)
Cu(OH)2 + 2OH- -> [Cu(OH)4]2-
U praksi, treba dodati stehiometrijsku količinu natrijeve lužine otopini modre galice. Na ovaj način dobiven je želatinozan talog koji se teško pročišćava. Pri dobivanju Cu(OH)2 treba paziti da temperatura otopine bude blizu sobne, jer bi se u protivnom raspao na crni CuO i vodu.